# Camptotypus testaceus
Camptotypus testaceus là một loài tò vò trong họ Ichneumonidae.